# Reichersdorf (Gammelsdorf)

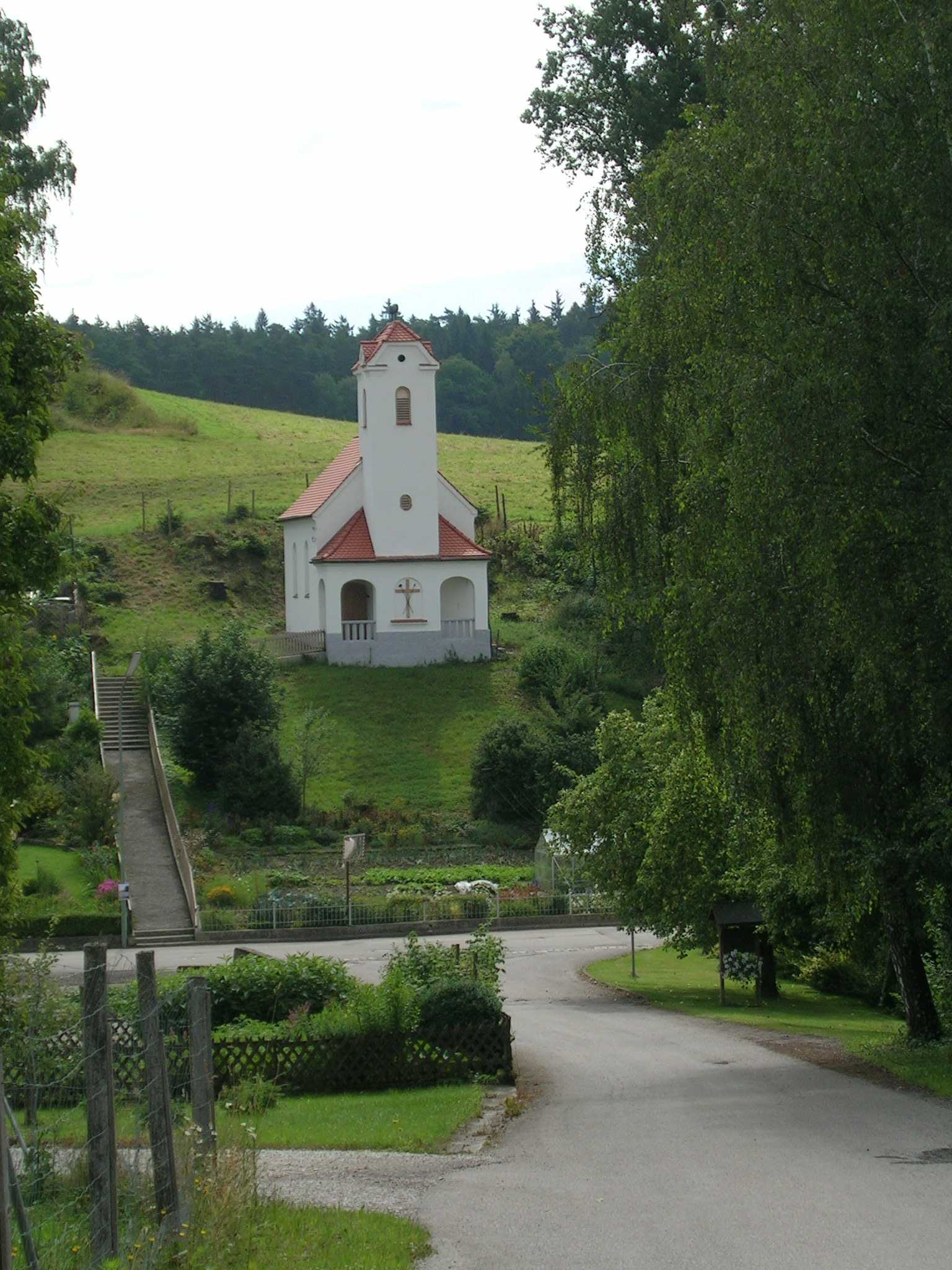
Reichersdorfer Kapelle

Reichersdorf ist eine ehemalige Gemeinde und seit 1971 Gemeindeteil der Gemeinde Gammelsdorf im oberbayerischen Landkreis Freising.

## Geschichte
Reichersdorf war vermutlich schon um das Jahr 780 bewohnt. Pfarrmäßig war Reichersdorf bis 1315 bei Gammelsdorf, wurde 1525 mit Priel, Landersdorf, Gelbersdorf und Hindlberg zur Pfarrei Priel abgetrennt und 1942 wieder Gammelsdorf einverleibt. Die politische Gemeinde Reichersdorf mit den Gemeindeteilen Gelbersdorf, Dürnseiboldsdorf, Hiendlberg, Landersdorf, Rehbach, Schwarzersdorf und Willersdorf entstand mit dem Gemeindeedikt von 1818. Die Kapelle St. Laurentius, einziges Baudenkmal des Dorfes, wurde 1912 fertiggestellt. Am 1. Januar 1971 wurde die Gemeinde Reichersdorf mit dem Kirchdorf Gelbersdorf nach Gammelsdorf eingemeindet.